# مفتاح إرجاع

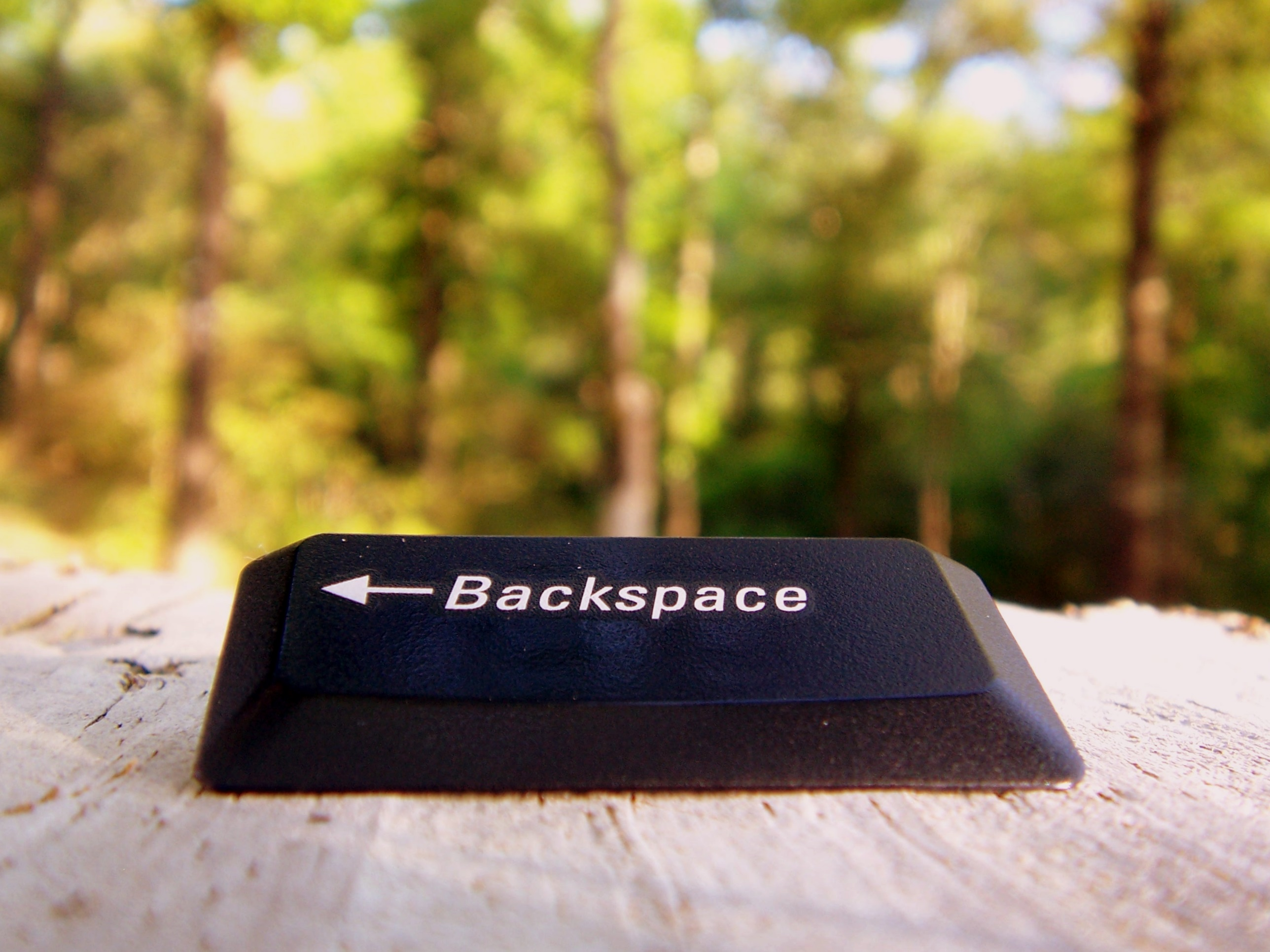
مفتاح إرجاع

مفتاح الرجوع أو مسافة للخلف (← Backspace ) هو مفتاح في لوحة المفاتيح كانت وظيفته دفع عربة الآلة الكاتبة موضعًا واحدًا للخلف. في أنظمة الكمبيوتر الحديثة مفتاح الإرجاع مسؤول عن تحريك المؤشرة موضعًا واحدًا للخلف، يحذف الحرف في هذا الموضع ، وينقل النص للخلف بعد هذا الموضع بمقدار واحد موقع.